# Lierderholthuis
Lierderholthuis (Lierderholthuus en Bajo sajón) es una aldea en la provincia Overijssel (o Transisalania) en los Países Bajos.
Pese a ser una población de interior, se encuentra al nivel del mar y su ubicación geográfica está en las coordenadas 52° 26' 12" norte y 6° 11' 30" este.